# Петер I фон Хевен
Петер I фон Хевен (на немски: Peter I von Hewen, Herr zu Engen; † 29 септември 1371) от рода на фрайхерен фон Хевен е господар на Енген в Хегау в района на Констанц в Баден-Вюртемберг.
Той е син на Буркхард фон Хевен († 25 август 1321). Внук е на рицар Рудолф III фон Хевен „Млади“ († сл. 1295) и правук на Рудолф I фон Хевен († сл. 1243). Потомък е на Бертолд фон Хевен († сл. 1193).
Родът на господарите фон Енген, споменат за пръв път през 1050 г., се нарича от 1172 г. „фон Хевен“ на построения 1170 г. от него замък Хоенхевен до Енген в Хегау. Родът измира по мъжка линия през 1570 г. с Алберт Арбогаст фон Хевен.
Петер I фон Хевен умира на 29 септември 1371 г. и е погребан в „Св. Мартин“, Алтдорф-Енген.

## Фамилия
Петер I фон Хевен се жени за Кунигунда († сл. 1357). Те имат децата:
- Буркхард фон Хевен († 30 септември 1398), епископ на Констанц (1387 – 1398)
- Маргарета (Грета) фон Хевен († сл. 6 декември 1398), омъжена I. пр. 2 септември 1355 г. за граф Конрад I фон Хоенберг († 6 септември 1356), II. 1357/1358 г. за фрайхер Стефан I фон Гунделфинген († 14 юни 1395)
- Рудолф фон Хевен († 22 май 1414, Страсбург)
- Хайнрих I фон Хевен († 15 декември 1388/25 юни 1389), рицар, господар на Грисенберг, женен пр. 15 ноември 1367 г. за Клемента фон Тогенбург († сл. 28 февруари 1405), вдовица на Улрих фон дер Хоенклинген „Млади“ († 7 май 1362/29 май 1363), дъщеря на граф Дитхелм V фон Тогенбург († 1337) и Аделхайд фон Грисенберг († 1371/1372); имат пет деца
- Ханс I фон Хевен († сл. 24 май 1395), рицар, женен за Анна фон Монфор († 5 юли 1381), дъщеря на граф Рудолф IV фон Монфор-Фелдкирх († 1375) и Анна фон Берг-Шелклинген († 1362)
- ? Якоб фон Хевен († сл. 1389), епископ на Кастория

Петер I фон Хевен се жени втори път пр. 26 април 1339 г. за Катарина фон Фюрстенберг († 15/25 април 1382), дъщеря на граф Хайнрих III фон Фюрстенберг, ландграф в Баар († 1367) и Анна фон Монфор-Тетнанг (1310 – 1373). Бракът е бездетен.